# Heinrich Wagnereck (Alchemist)
Heinrich Wagnereck (auch Heinrich Wangnereck; † 1683 in Enns) war ein deutscher Alchemist des 17. Jahrhunderts, der vorgab unedle Metalle in Gold verwandeln zu können und ein Baron zu sein. Er wirkte etwa von 1680 bis 1683.
Wagnereck war der Neffe des jesuitischen Theologieprofessors in Dillingen Heinrich Wangnereck (1595–1664). Wie dieser kam er aus dem Bürgerstand. Seine erste Transmutation führte er vor großem Publikum 1680 in Prag aus. Er wirkte auch in Frankfurt, Ischl und Mähren 1682, wo er an Herzproblemen (Wassersucht) litt.  Ein Arzt in Brünn heilte ihn vorübergehend und er ging nach Wien, wo er ein Goldmacher-Geschäft einfädelte, dann aber wieder erkrankte und auf der Fahrt in die Heimat nach Passau starb.
Der alchemiegläubige Historiker der Alchemie Karl Christoph Schmieder zählte ihn mit Sehfeld, Setonius, Irenäus Philalethes und Laskaris zu den wirklichen Adepten und damit zumindest zu denjenigen, die ihr Publikum sehr gut täuschen konnten.